# Belleville (Michigan)
Belleville ist eine Stadt (City) im Wayne County im Bundesstaat Michigan der Vereinigten Staaten. Das U.S. Census Bureau hat bei der Volkszählung 2020 eine Einwohnerzahl von 4.008 ermittelt. 

## Geographie
Der Ort liegt am Huron River etwa 25 Kilometer südöstlich von Ann Arbor und rund 50 Kilometer südwestlich von Detroit.

## Sehenswürdigkeiten
In Belleville befindet sich das Luftfahrtmuseum Yankee Air Museum.

## Partnerstädte
Machynlleth in Wales